# IBSAMAR

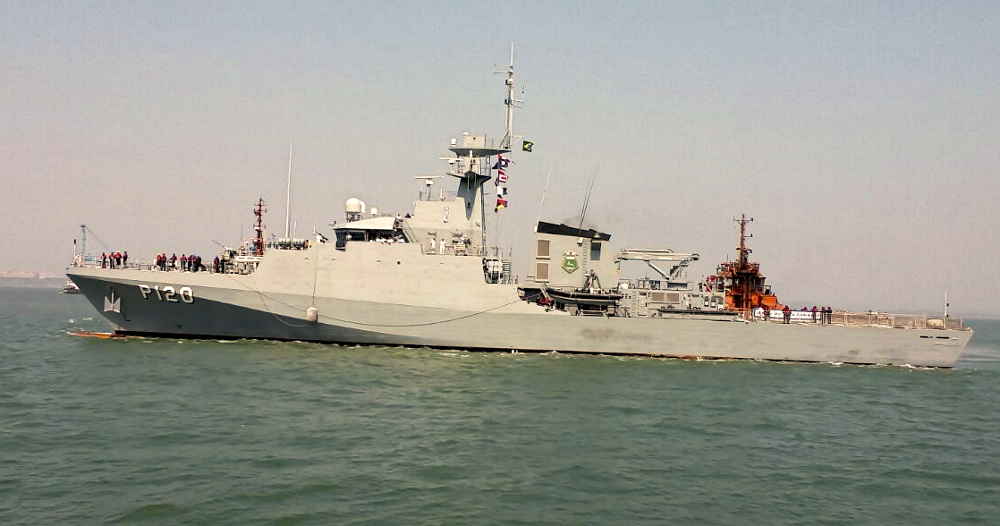
Le patrouilleur brésilien Amazonas à Goa lors d'IBSAMAR 2016.

L’exercice IBSAMAR est une série d’exercices navals qui se déroule tous les deux ans depuis 2008 entre les marines de guerre de l’Inde, du Brésil et de l’Afrique du Sud. Le nom IBSAMAR est une abréviation des noms anglais de ces pays : « India-Brazil-South Africa Maritime ».

## Liste
| Version | Dates                 | Participants                                                                                      | Emplacement                  | Références |
| ------- | --------------------- | ------------------------------------------------------------------------------------------------- | ---------------------------- | ---------- |
| I       | 2008                  |                                                                                                   |                              | [ 2 ]      |
| IV      | Octobre 2014          |                                                                                                   | Afrique du Sud               | [ 3 ]      |
| V       | 19 au 29 février 2016 | - INS Mumbai (D62) - INS Trishul (F43) - INS Shalki (S46) - BNS Amazonas - SAS Spioenkop (F147)   | Goa, Inde                    | [ 4 ]      |
| VI      | 1 - 13 October 2018   | - INS Tarkash (F50) - INS Kolkata (D63) - BNS Barroso - SAS Amatola - SAS Protea - SAS Manthatisi | Simon's Town, Afrique du Sud | [ 5 ]      |